# Раден Салех
Раден Салех (полное имя Раден Салех Саджаф Бустаман; 1807 или 1811 — 23 апреля 1880) — индонезийский художник арабо-яванского происхождения, живший в период существования Нидерландской Ост-Индии и иногда называемый пионером современного искусства в истории Индонезии. Был первым (европейским) художником, родившимся в Ост-Индии; его творчество, находившееся под сильным влиянием европейского романтизма первой половины XIX века, характеризуется слиянием европейских и индонезийских культурных традиций.

## Биография
Родился в начале XIX века в богатой и уважаемой явано-арабской семье. Его отцом был индонезийский араб Сайид Абдулла Бустаман, дедом — Сайид Хусейн ибн Альви ибн Авал ибн Яхья.
В детстве Раден Салех брал уроки живописи в Богоре у бельгийского художника Пайена, который первым отметил его художественные способности. Ему удалось убедить голландские колониальные власти отправить талантливого юношу в Нидерланды для получения там художественного образования, и в итоге в 1829 году Салех покинул Ост-Индию и отбыл в Европу. Прибыв в Нидерланды, он учился живописи у Корнелиса Круземана и Андреаса Схелфхаута.
Во время обучения у Крусемана Салех приобрёл свои навыки в рисовании портретов, после чего несколько раз приглашался ко дворам европейских монархов для написания их портретов. С 1839 года на протяжении пяти лет жил при дворе ставшего его покровителем Эрнста I, герцога Саксен-Кобург-Готского (правил с 1824 по 1844 год). У Андреаса Схелфхаута Салех обучился приёмам ландшафтной живописи; он посетил множество городов Европы и Алжира. В Гааге дрессировщик львов разрешил ему наблюдать за своим львом, и этот опыт впоследствии позволил Салеху стать одним из ведущих художников-анималистов своего времени.
Большое количество картин кисти Салеха были выставлены в Государственном музее Амстердама. Часть из них погибла во время пожара в музее в 1931 году.
Прожив в Европе двадцать лет, Раден Салех вернулся в Ост-Индию в 1851 году. По возвращении работал куратором правительственной колониальной коллекции произведений искусства и писал портреты яванских аристократов и местные пейзажи. Из его работ, созданных в данный период, наиболее всего известна, особенно в Нидерландах, картина «Арест принца Дипонегоро». В последние годы своей жизни ещё раз посетил Европу; скончался в 1880 году.

## Галерея
- «Охота на оленя».
- «Арест принца Дипонегоро».
- Охота на тигра.
- Тигр-людоед.
- Лев, львица и крокодил.
- Рычащий лев.
- Тигр и всадник.
- Тигр и младенец.
- Всадник и конь.
- Охота на львов.
- Охота на оленей.
- Охота на диких быков.
- Яванский пейзаж и тигры в засаде.
- Яванский храм в руинах.
- Портрет губернатора Германа Виллема Дандельса.